# HAPPY NEW MILLENNIUM
「HAPPY NEW MILLENNIUM」（ハッピー・ニュー・ミレニアム）は、日本の歌手、鈴木あみの9枚目のシングルである。1999年12月22日にTRUE KiSS DiSCよりリリースされた。

## 解説
- 1999年5枚目のシングル。完全生産限定（40万枚）。
- このころかなり意識をされていたニューミレニアムをテーマにした歌詞が特徴である。実際に鈴木は「これからクリスマス等色々なイベントがあるけど、自分は仕事。友達は色々計画していてうらやましい」というコンセプトで歌詞を書いたが、「最初こそクリスマスを思わせる雰囲気だけど、サビは全く違うことを歌っている」等、クリスマスと言うイベントに限定されない様に書いた。その後共作の前田たかひろが清書した[1]。
- 前作ではCM VERSIONとしてショートサイズで収録されていた「Rain of Tears」が、今作にはフルバージョンで収録されている。

## 収録曲
Mix：DAVE FORD（全曲）
1. HAPPY NEW MILLENNIUM (4:11)
作詞：鈴木あみ・前田たかひろ／作曲：小室哲哉／編曲：小室哲哉・久保こーじ・中堅工房
カネボウホームプロダクツ「プロスタイル」CMソング
2. Rain of Tears (4:24)
作詞：小室みつ子／作曲：小室哲哉・久保こーじ／編曲：小室哲哉・久保こーじ・中堅工房
ベスト盤含め一切のアルバムに収録されていない。
3. Winter Buzz (3:46)
作詞：鈴木あみ・前田たかひろ／作曲：久保こーじ／編曲：久保こーじ・中堅工房
4. HAPPY NEW MILLENNIUM (TV MIX) (4:11)

## 収録アルバム
2ndアルバム『infinity eighteen vol.1』（2000年2月9日）
- HAPPY NEW MILLENIUM (2G Mix)
- Winter Buzz

ベストアルバム『FUN for FAN』（2001年5月30日）
- HAPPY NEW MILLENIUM